# Sorbus kiukiangensis
Sorbus kiukiangensis är en rosväxtart som beskrevs av Tse Tsun Yu. Sorbus kiukiangensis ingår i släktet oxlar, och familjen rosväxter. Utöver nominatformen finns också underarten S. k. glabrescens.